# Лоэйен, Лен
Лен Лоэйен (нидерл. Leen Looijen, 9 июля 1947, Вагенинген) — нидерландский футбольный тренер и функционер.

## Карьера
Свою тренерскую карьеру начал в клубе НЕК. Всего за свою карьеру он четыре раза возглавлял эту команду. Помимо этого, с 1995 по 2007 года Лоэйен работал в НЕКе на должности технического директора и скаута. В 2008 году специалист возглавлял сборную Нидерландских Антильских острова, а через пять лет тренер был назначен на должность наставника сборной Тувалу. За это время национальная команда провела три тренировочных сбора в Нидерландах. За их время она сыграла около 20 тренировочных встреч против местных любительских команд.
С 2017 по 2021 год входил в состав наблюдательного совета клуба НЕК.